# Geron nomadicus
Geron nomadicus är en tvåvingeart som beskrevs av Hesse 1938. Geron nomadicus ingår i släktet Geron och familjen svävflugor. Inga underarter finns listade i Catalogue of Life.